# Koets

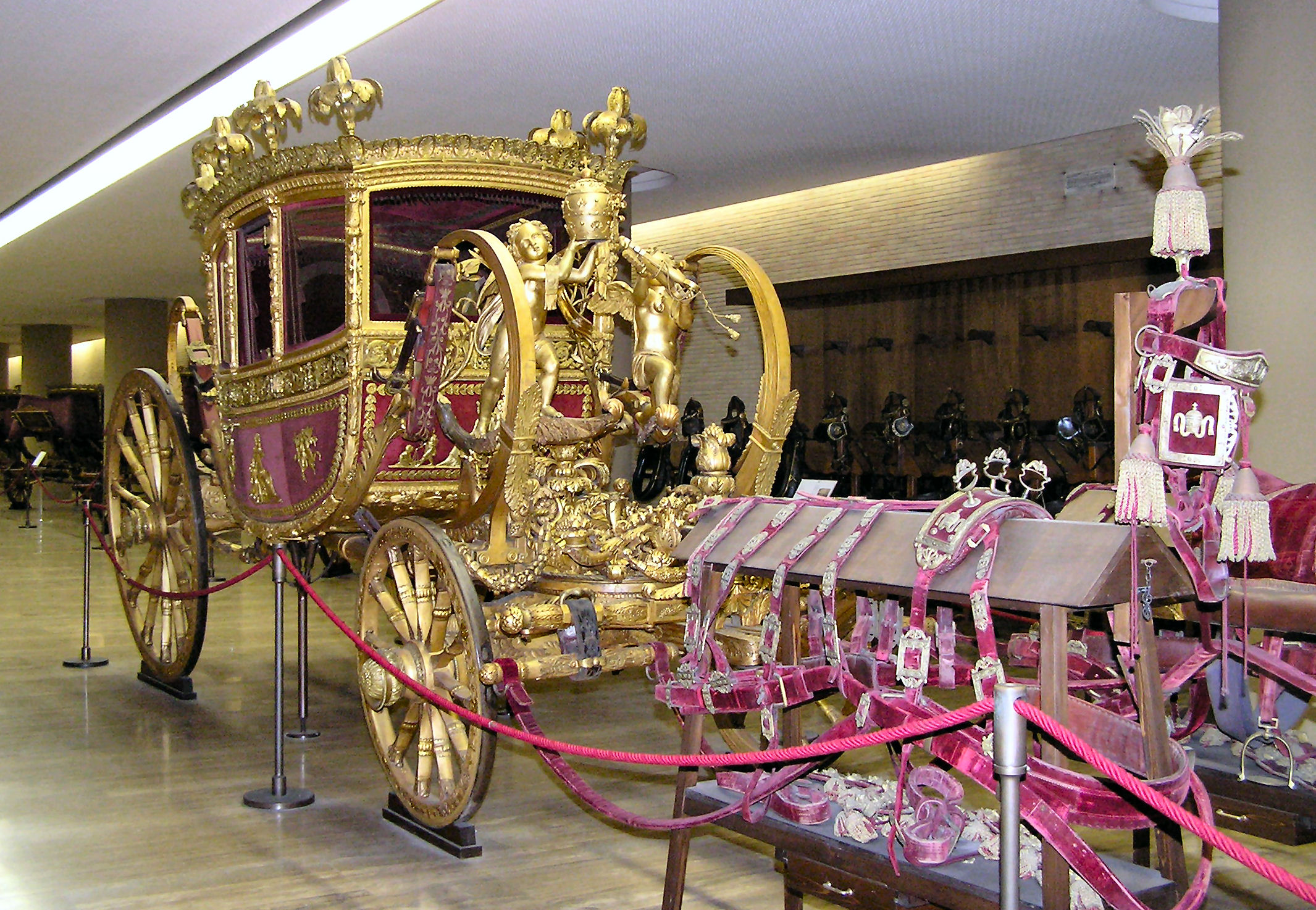
Koets in de pauselijke collectie, Vaticaanstad.

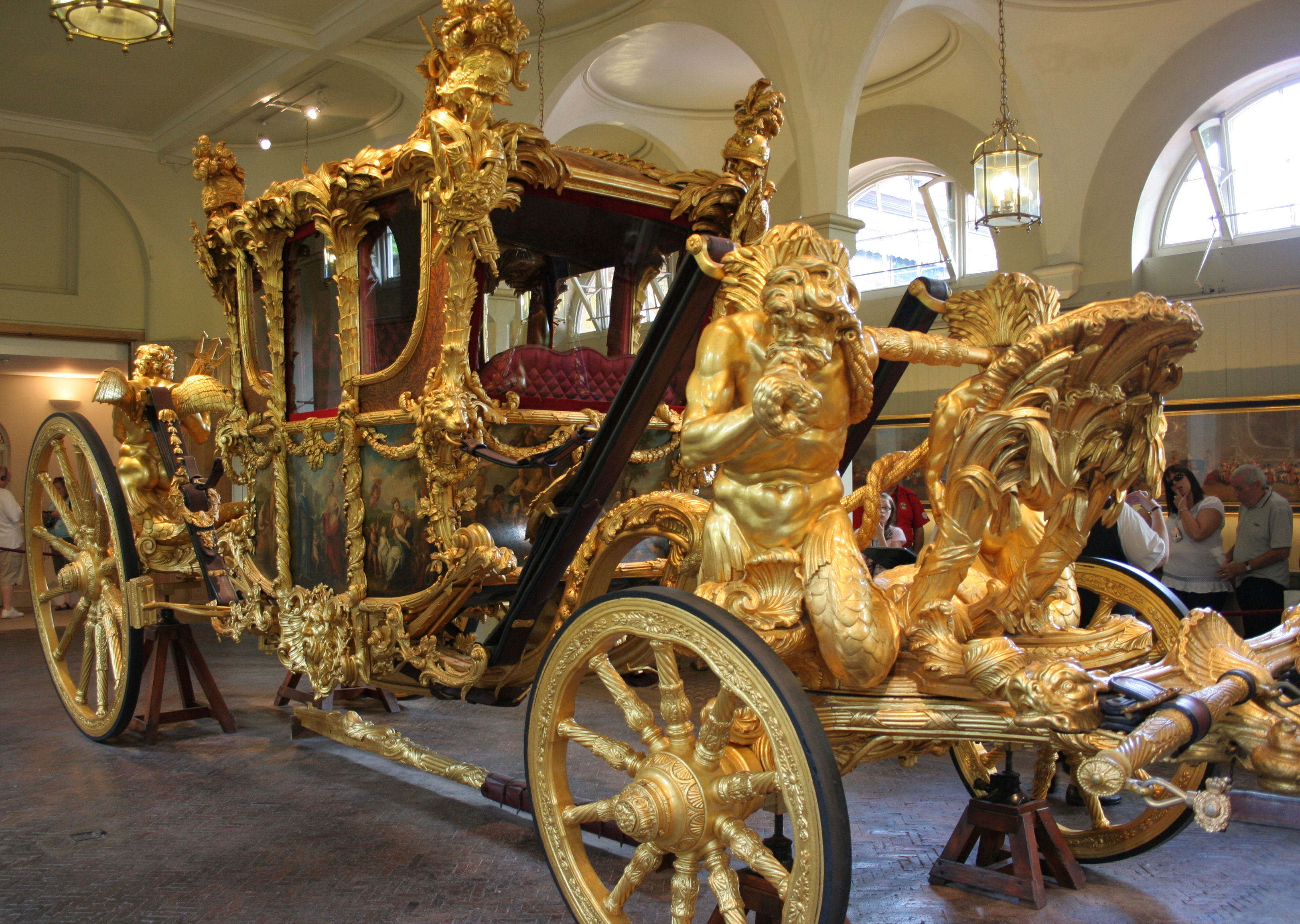
Golden State Coach, Britse Koninklijke Collectie.

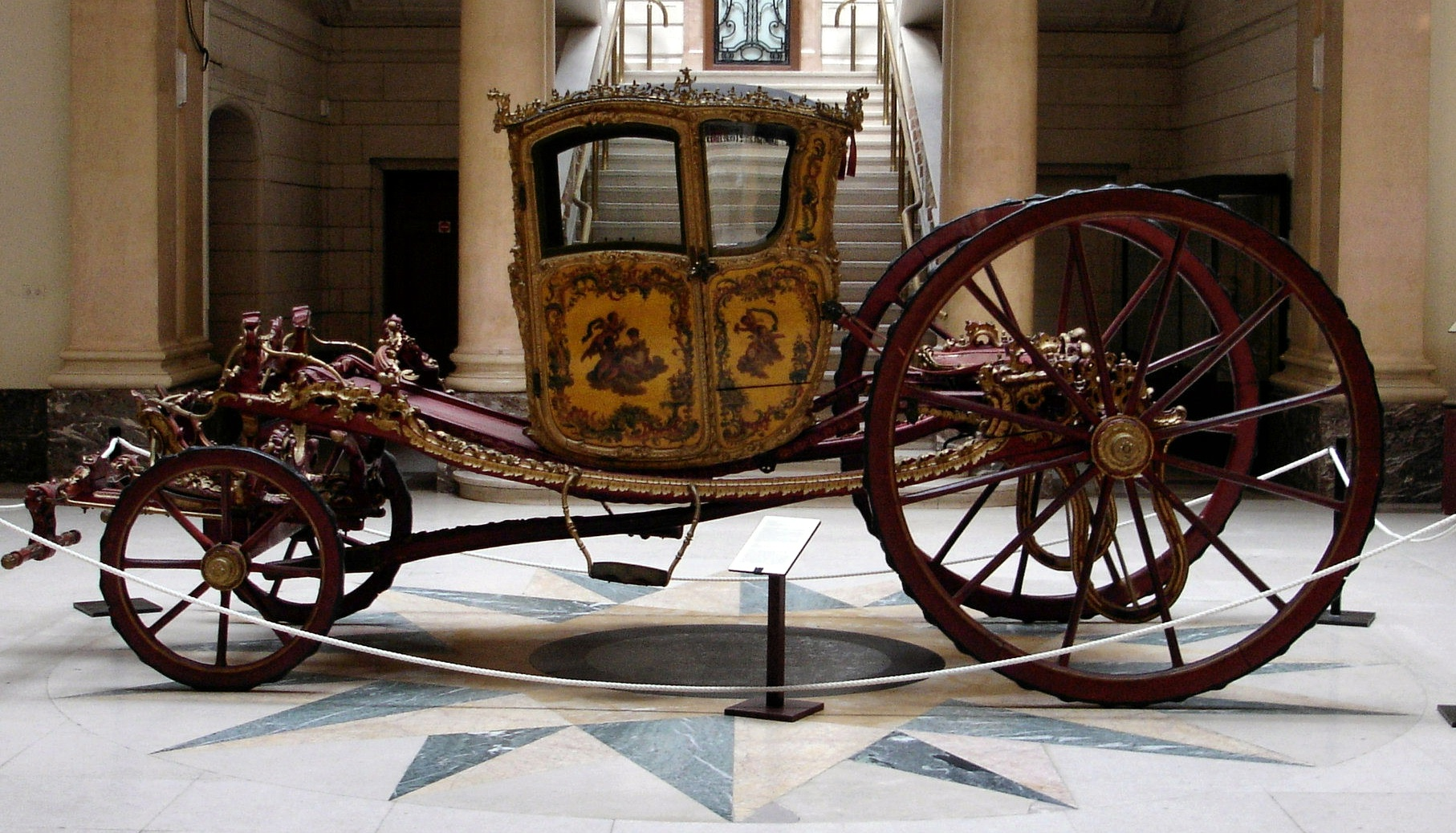
Gala-Coupé (18de eeuw).

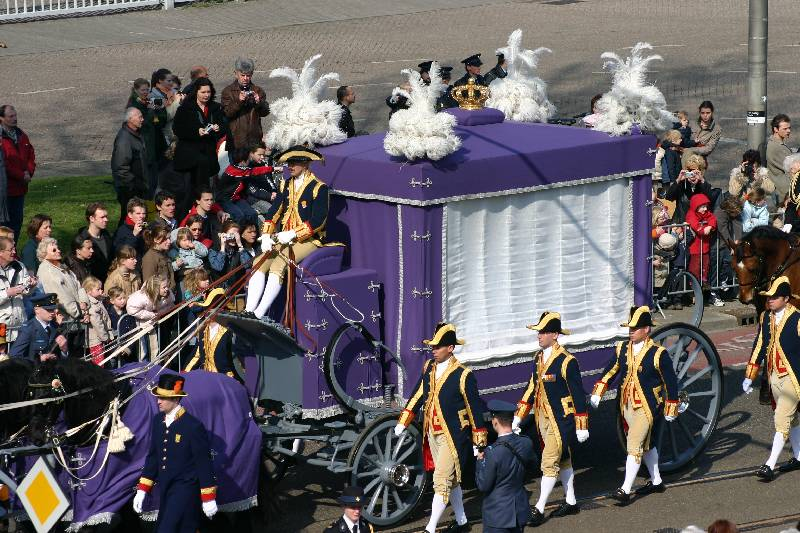
Lijkkoets, Koninklijk Staldepartement in Den Haag.

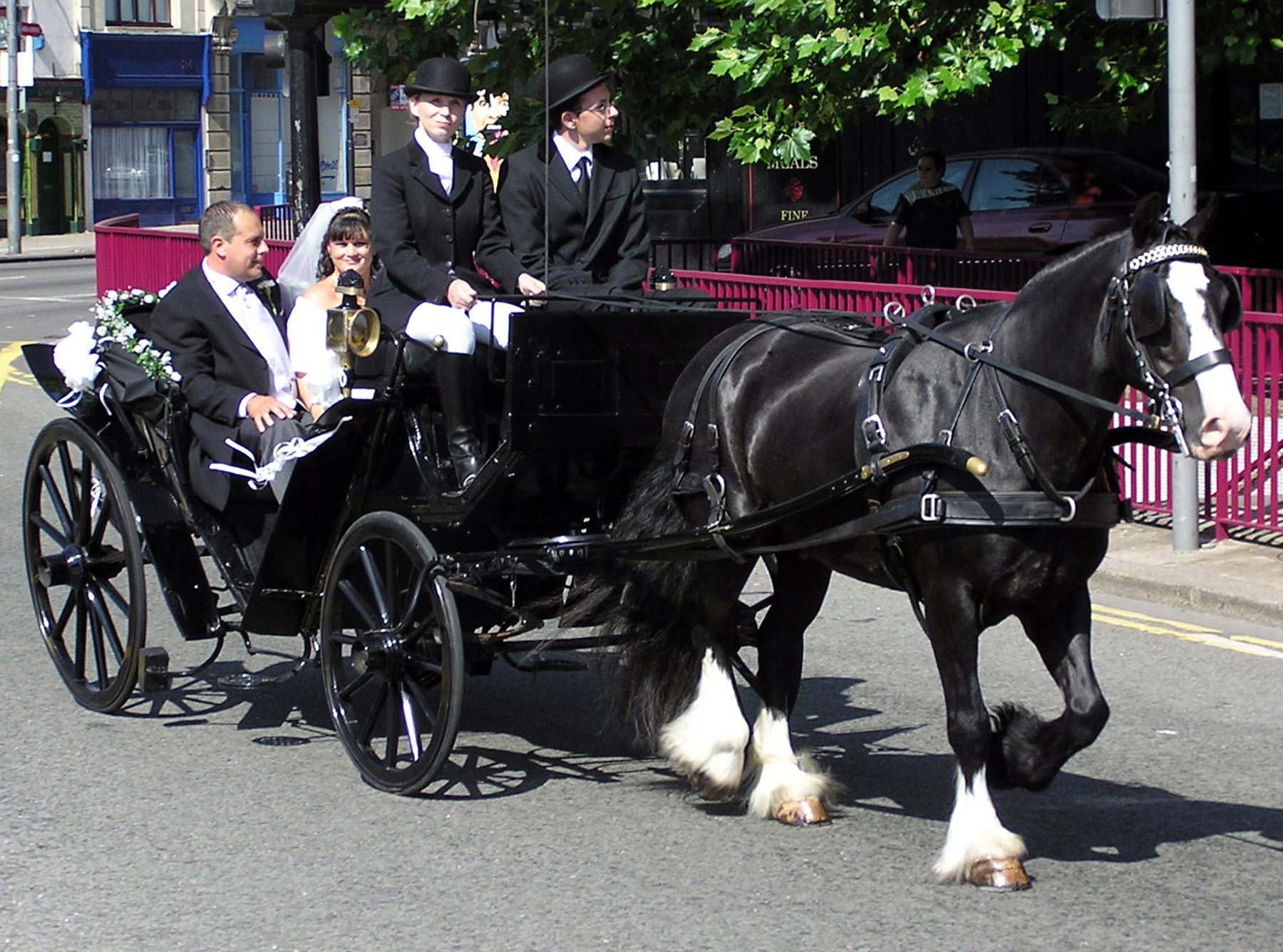
Bruidspaar in koets.

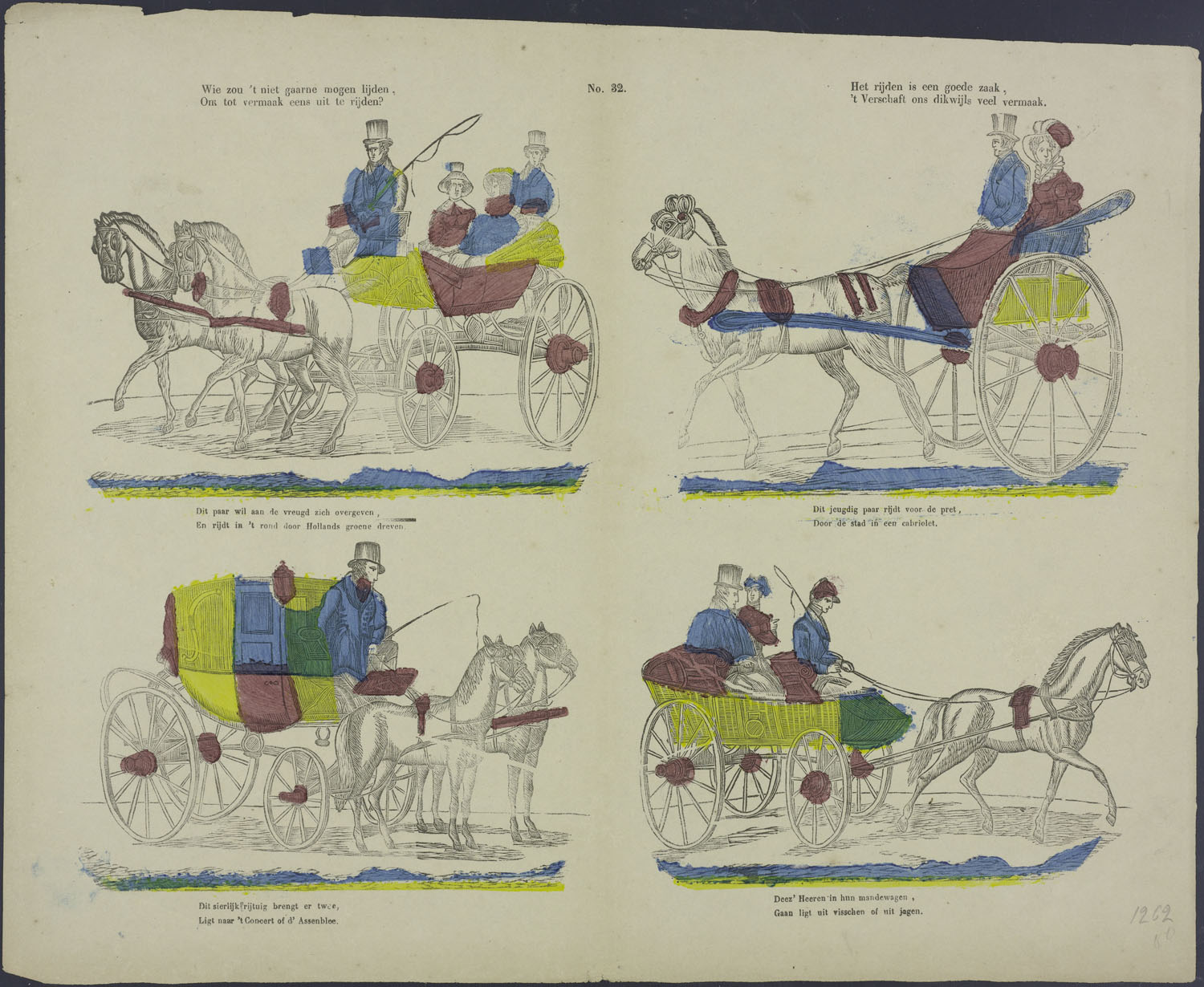
Afbeeldingen op een centsprent (ca. 1860).

Een koets is een twee- of vierwielig gesloten rijtuig, getrokken door een of meer trekdieren (meestal paarden). In tegenstelling tot een boerenwagen of een kar (tweewielig) is een koets goed geveerd en gesloten, waardoor de passagiers comfortabel kunnen zitten en beschermd zijn tegen weer en wind. Aan de zijkanten van een koets bevinden zich meestal portieren, soms met raampjes. Koetsen worden over het algemeen vanaf de bok gemend door een koetsier.

## Etymologie en geschiedenis
Het woord koets zou zijn afgeleid van de plaatsnaam Kocs, een dorp in Hongarije en is verwant aan het Engelse 'coach' en Duitse 'Kutsche'. Wagenmakers uit dit plaatsje zouden al in de 14de eeuw een open, geveerde wagen hebben gebouwd; geveerde wagens waren echter al in de 10e eeuw bekend in Oost-Europa. Met name in Italië werd de koets populair en de Italianen decoreerden hun koetsen (die ze 'carrozza' noemden) uitbundig. In Nederland doet de 'karos' zoals het rijtuig genoemd werd, zijn intrede in de 17e eeuw. Toen Adriaan Pauw in 1646 naar Münster afreisde om te onderhandelen over de vrede, deed hij dat met zo'n karos, bespannen met zes paarden. De eerste dichte koets is de berline, een rijtuig met een symmetrische kast en bedoeld voor vier personen. De Gouden Koets is van het type berline. En 'gehalveerde' uitvoering van de berline is de coupé voor twee personen. Bekendste voorbeelden van gesloten rijtuigen zijn de bruidskoets (een coupé), een lijkkoets en de Gouden Koets. De luxe voertuigen die zich in latere eeuwen ontwikkelden voor personenvervoer zijn veelal open: calèches, victoria's, sjezen, tilbury's, phaetons en breaks als voorbeeld. Dit zijn volgens de Dikke van Dale geen koetsen, want die zijn gesloten, maar rijtuigen in algemene zin. Een landauer zit hier tussenin: die kan middels twee invouwbare kappen en in de deuren wegzakkende raampjes in de portieren geheel open of geheel gesloten worden. In de loop der tijd verving men de vering door ophanging van de coupé aan riemen door bladvering. Eind 19e eeuw werd de koets voorzien van een motor, waarna de moderne auto ontstond. In sommige talen wordt hetzelfde woord voor auto en koets gebruikt.

## Modern gebruik
Een koets wordt tegenwoordig alleen nog bij bijzondere gelegenheden gebruikt, bijvoorbeeld bij bruiloften, begrafenissen en op Prinsjesdag. Er zijn verenigingen van 'koetsenliefhebbers' die graag mennen en die zich inzetten voor het behoud van het authentiek gerij, maar slechts een klein deel rijdt daadwerkelijk met een echte koets, aangezien de meeste oude, luxe voertuigen niet gesloten zijn. Het zijn dus rijtuigen en rijtuigliefhebbers. Naast dit soort amateurkoetsiers is er een tak van professioneel beoefende paardensport waarvan internationale competities plaatsvinden; deze sport heet mensport. In deze sport wordt een nieuw type 'koets' gebruikt; de zogenaamde 'marathonwagen'.

## Gouden Koets
Een voorbeeld van hedendaags gebruik is de rijtocht met de Gouden Koets, die de Koning traditioneel elk jaar met Prinsjesdag aflegt. Ook is het gebruikelijk dat nieuwe ambassadeurs die hun geloofsbrieven aan de Koning gaan overhandigen per koets (een galaberline) naar Paleis Noordeinde gaan.

## Koninklijke stallen en musea
- Koninklijke Stallen bevinden zich in Den Haag en in Apeldoorn
- Het Nationaal Rijtuigmuseum bevindt zich in Leek in de provincie Groningen.
- De Stichting Hippomobiel Erfgoed houdt zich bezig met het behoud van voor Nederland belangrijke rijtuigen en 'herplaatst' ze in hun oorspronkelijke koetshuizen, waar het publiek ze kan bekijken, bijvoorbeeld bij de kastelen Twickel, Middachten, De Haar, Duivenvoorde en achter Museum Huis van Loon in Amsterdam.[1]
- Een Belgisch koetsenmuseum is te bezichtigen in Kasteel Marnix de Sainte-Aldegonde.
- Rijtuigenmuseum Bree, België
- Koetsenmuseum Hooglede, België

## Postkoets
Voor de opkomst van spoorwegen werd de postkoets gebruikt om post en passagiers over lange afstanden te vervoeren.
De koets is bij kinderen vooral bekend door het gebruik van de postkoets in Amerika ten tijde van het Wilde Westen. De postkoets figureert daardoor vaak in westernfilms en -boeken.

## Verschillende soorten koetsen, rijtuigen en wagens
Van de 17e tot in de 20e eeuw waren vele types van koetsen of karossen in omloop. Naar het gebruik worden onderscheiden de reiskoetsen voor de lange afstanden over slechte wegen, de staatsiekoetsen voor het gebruik bij ceremoniële gelegenheden, de postkoetsen, voorlopers van het openbaar vervoer en de huurrijtuigen als voorloper van de taxi. Een voorbeeld van de laatste is de Weense fiaker, die nog altijd rijdt als toeristische attractie.
Bekende koetsenfabrikanten waren de gebroeders Spijker uit Hilversum, na 1886 in Amsterdam.
- Achenbacher (Duitse veelzijdigheidskoets)
- Barouche (vierwielige koets met neerklapbare overkapping en vier zitplaatsen)
- Berline (reiskoets voor vier personen)
- Brik (werd gebruikt voor de jacht)
- Calèche (Open lichte koets, veelal voor recreatie)
- Coupé (gesloten type, vooral in steden en als kerkwagens)
- Diligence (Franse passagiers- en postkoets)
- Huifbed (voor meervoudig complex gehandicapten)
- Janplezier (een lange overdekte wagen voor gezelschappen tot ongeveer twaalf personen)
- Karos (vroeg type koets met riemvering)
- Kerkwagen (op het platteland gebruikt voor zondagse ritten)
- Landauer (chique wagen voor diplomaten)
- Marathonwagen (wordt vooral binnen de mensport gebruikt)
- Marktwagen (vaak werd ook een kar gebruikt)
- Omnibus (paardenbus voor openbaar vervoer in steden)
- Postkoets (voor post en passagiers)
- Sleepkoets (stadskoets zonder wielen om wielenbelasting te ontduiken in steden)
- Tentwagen (wagen met stoffen overkapping)
- Utrechtse kerkwagen (houten wagen met zwarte overkapping)
- Victoria (elegante parkwagen)
- Vigilante (koets voor vier personen)
- Wagonette (koets waarvan de passagiersbanken vis-à-vis in lengterichting opgesteld zijn)
- Zeilwagen (heeft bogen met een zeil dat gedeeltelijk weggerold kan worden)

## Galerij

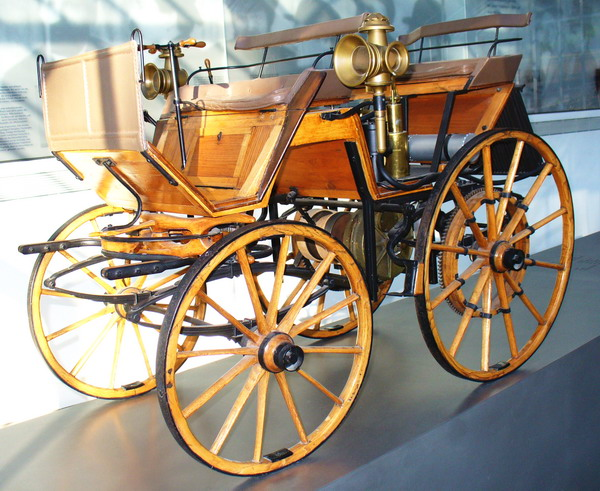
Cannstatt-Daimler koets
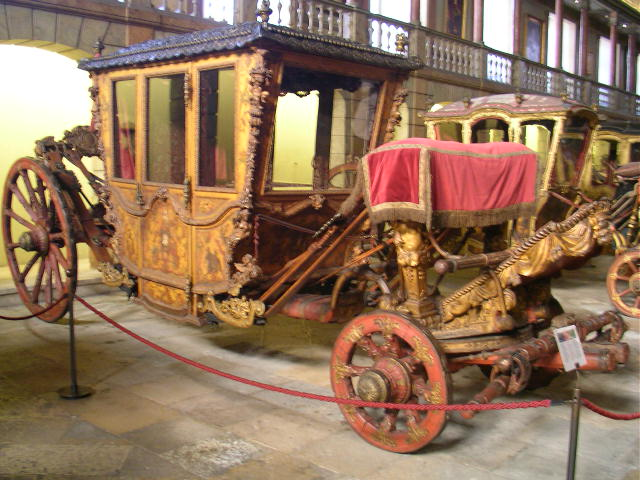
17de-eeuwse koets in de voormalige koninklijke Portugese Collectie
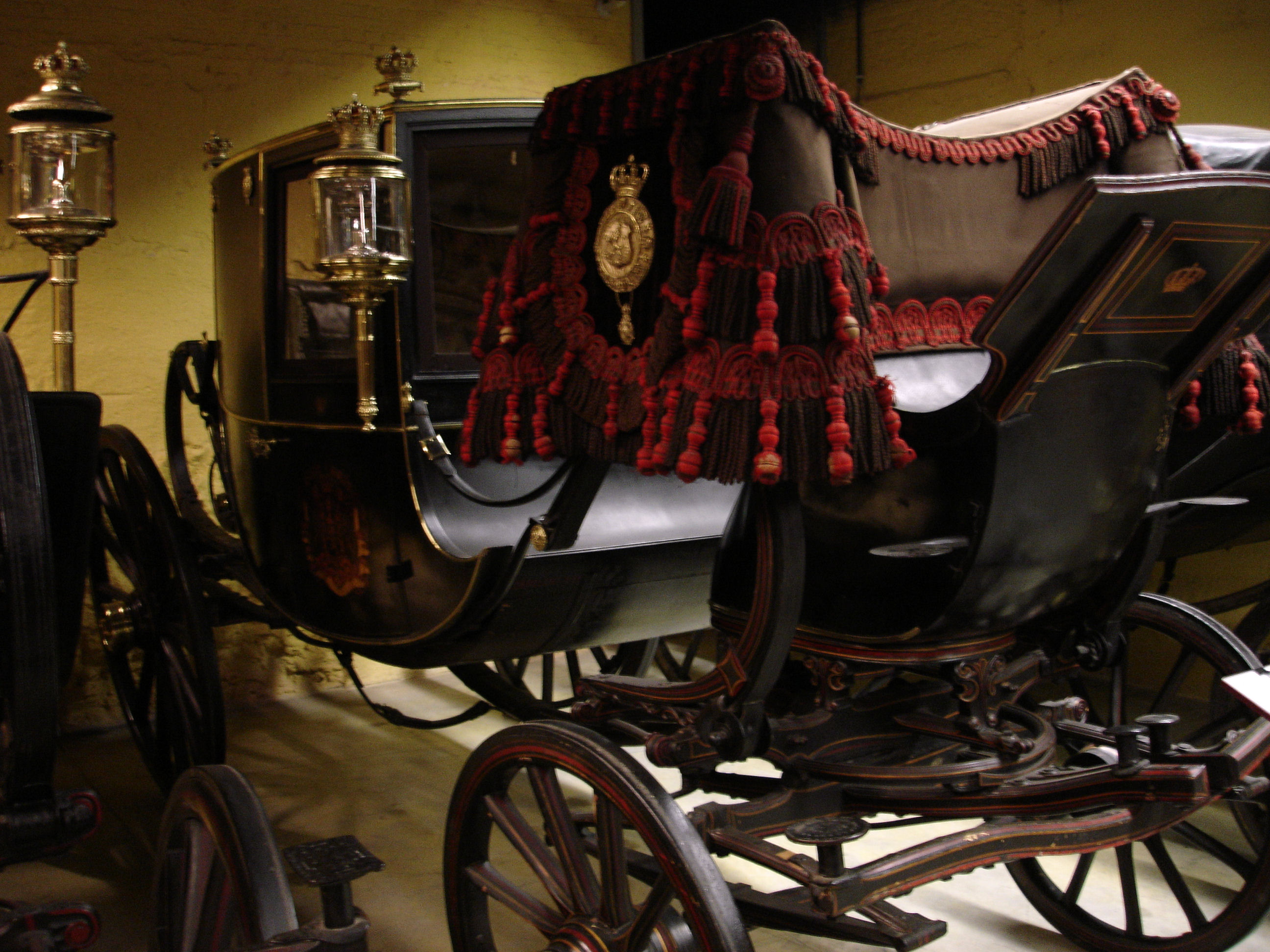
Koninklijke Gala-Coupé van Leopold II
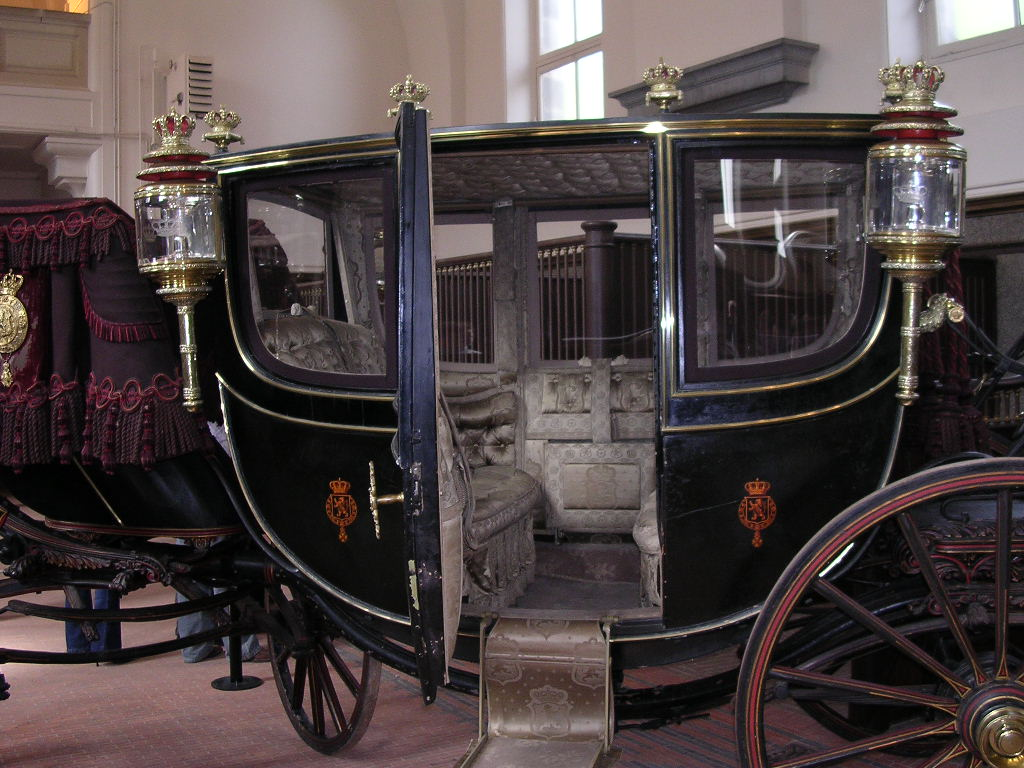
Koets in de koninklijke collectie, Laken